# Дом културе Књажевац
| Дом културе Књажевац |                                      |
|                      |                                      |
| Оснивач:             | Општина Књажевац                     |
| Основан:             | 1981.                                |
| Седиште:             | Бранка Радичевића 1, Књажевац Србија |
| Веб презентација     | https://www.dkknjazevac.net/         |
| Контакт:             | 019 731 804                          |

Дом културе Књажевац је једна од јавних установа и централна у области културе, основана 1981. године одлуком Скупштине општине Књажевац, са циљем обављања ширег спектра делатности из области културе.
Дом културе је организатор од 2006. године  ликовне колоније „Под кровом Србије” и извршни организатор републичке манифестације „Фестивал културе младих Србије”.

## Зграда Дома културе
Зграда Дома културе је импозантна грађевина која доминира центром Књажевца са преко 3.000m² корисне површине, у којој је смештена велика позоришна сала са 490 места и ротационом позорницом и одговарајућим гардеробама, мала сала са 160 места, друштвени клуб са 120 места, шах сала са 60 места, велики хол који је уједно и велика галерија Дома културе и друге помоћне просторије. Овакав простор Дома културе веома је погодан за организацију конгресног туризма. У Дому културе смештена је и Народна библиотека „Његош”.

## Активности
У оквиру Дома културе раде многобројне аматерске секције, и то: Хор „Краљ Свети Стефан Дечански”, фолклор, група за модерни балет и денс, школа глуме, драмски студио.
Дом културе се поред рада аматерских секција бави организацијом следећих активности:
- приказивањем филмова,
- приказивањем позоришних представа,[3]
- организација музичких програма озбиљне музике,
- организација рок концерата,
- организација разних књижевних представљања и рецитаторских вечери,
- организација општинских и регионалних рецитаторских такмичења школске омладине,
- организација ликовних и фото изложби,
- организација разних музичких и фолклорних колажних програма,
- озвучавање свих догађања на територији Општине Књажевац,
- организација разних стручних саветовања, семинара и предавања.